# Blocul „Împreună”

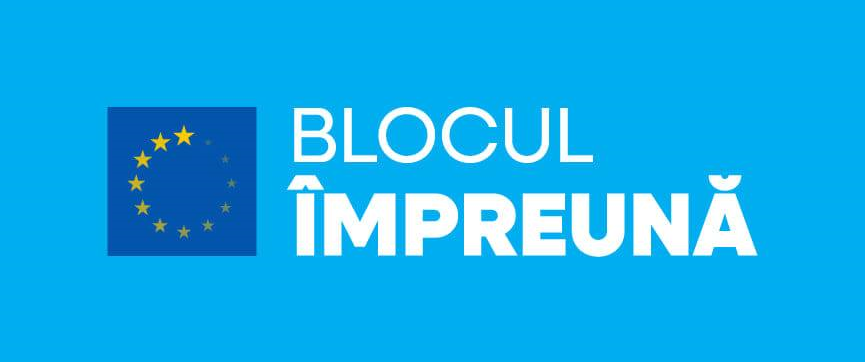

Blocul electoral „Împreună” este o alianță politică din Republica Moldova de orientare pro-europeană, înființată în aprilie 2024 și alcătuită din trei partide politice: Platforma Demnitate și Adevăr (PPDA), Partidul Schimbării (PPS). Inițial, din Bloc a făcut parte și Coaliția pentru Unitate și Bunăstare și Liga Orașelor și Comunelor (LOC), care, însă, a ieșit din alianță..
Liga Orașelor și Comunelor (LOC) se retrage oficial din Blocul politic „Împreună” și va participa separat la alegerile parlamentare din 28 septembrie. Anunțul a fost făcut, pe 7 iulie, de copreședintele formațiunii, Alexandru Bujorean, care a criticat dur, la o conferință de presă, derapajele din cadrul blocului, dar și „încercările Partidului Acțiune și Solidaritate (PAS) de a monopoliza parcursul european al Republicii Moldova”. Reprezentanții LOC acuză faptul că s-ar face presiuni pentru ca Blocul „Împreună” să candideze la alegerile parlamentare pe lista electorală a PAS.